# متحف بيت الغشام
متحف بيت الغشام؛ أحد المعالم التاريخية والأثرية المهمة في سلطنة عمان، يقع في ولاية وادي المعاول بمحافظة جنوب الباطنة، ويعتبر مزارا سياحيا وثقافيا وأدبيا يقصده السياح والأدباء من مختلف دول العالم.

## محتوياته
يحتوي المتحف على العديد من الغرف الجميلة والصباح والسبلة وبعض الغرف المحصنة وأبراج المراقبة وحوش كبير وبئر وأماكن تخزين التمور، ويحوي أيضا على نقوش وشواهد، ويعد أول متحف يجسد المنزل العماني التقليدي

## مرافق المتحف الأخرى
- مكتبة الغشام: وتضم جميع أصدارات دار الغشام في مجالات الأدب المختلفة كالقصة والرواية والدراسات التاريخية والأدبية.
- المسرح المفتوح: وتقام على خشبته الكثير من الفعاليات لعل اهمها احتفالات الولاية بالأعياد الوطنية والدينية والمحاضرات والمسرحيات واللقاءات التلفزيونية وغيرها من الأنشطة.
- قاعة المحاضرات والتدريب: وهي قاعة متعددة الأغراض تنفذ بها الدورات التدريبية والمحاضرات والمعارض وكذلك بوفيهات الطعام.[3]